# Río Coca
El río Coca es un río que se encuentra en el este de Ecuador. Es un afluente del río Napo. Los dos ríos se unen en la ciudad de Puerto Francisco de Orellana. El río Payamino también se funde en el río Napo en la ciudad, pero en un punto aproximadamente 1,5 kilómetros aguas arriba de la confluencia de Coca-Napo.  Su caudal alimenta el proyecto hidroeléctrico Coca Codo Sinclair.